# Ishida Ryoma
Ryoma Ishida (石田 崚真 Ishida, Ryoma, sinh ngày 21 tháng 6 năm 1996 ở Shizuoka) là một cầu thủ bóng đá người Nhật Bản thi đấu cho Zweigen Kanazawa.

## Thống kê câu lạc bộ
Cập nhật đến ngày 23 tháng 2 năm 2018.
| Thành tích câu lạc bộ | Thành tích câu lạc bộ | Thành tích câu lạc bộ | Giải vô địch | Giải vô địch | Cúp                   | Cúp                   | Cúp Liên đoàn | Cúp Liên đoàn | Tổng cộng | Tổng cộng |
| Mùa giải              | Câu lạc bộ            | Giải vô địch          | Số trận      | Bàn thắng    | Số trận               | Bàn thắng             | Số trận       | Bàn thắng     | Số trận   | Bàn thắng |
| Nhật Bản              | Nhật Bản              | Nhật Bản              | Giải vô địch | Giải vô địch | Cúp Hoàng đế Nhật Bản | Cúp Hoàng đế Nhật Bản | J. League Cup | J. League Cup | Tổng cộng | Tổng cộng |
| --------------------- | --------------------- | --------------------- | ------------ | ------------ | --------------------- | --------------------- | ------------- | ------------- | --------- | --------- |
| 2015                  | Júbilo Iwata          | J2 League             | 0            | 0            | 1                     | 0                     | –             | –             | 1         | 0         |
| 2016                  | Júbilo Iwata          | J1 League             | 5            | 0            | 3                     | 0                     | 5             | 0             | 13        | 0         |
| 2017                  | Zweigen Kanazawa      | J2 League             | 41           | 0            | 2                     | 0                     | –             | –             | 43        | 0         |
| Tổng cộng sự nghiệp   | Tổng cộng sự nghiệp   | Tổng cộng sự nghiệp   | 46           | 0            | 6                     | 0                     | 5             | 0             | 57        | 0         |